# Ultima Online
Ultima Online is een MMORPG rollenspel dat werd uitgegeven door Electronic Arts en uitkwam op 24 september 1997.
Ultima Online is een computerrollenspel dat zich afspeelt in de wereld van Ultima, en is bekend vanwege haar speler-versus-speler gevechten. Sinds de uitgave zijn er acht uitbreidingspakketten verschenen.

## Gameplay
Het spel zet de manier van spelen in vorige Ultima-spellen door. Door de online-eigenschap zijn er veel nieuwe spelelementen toegevoegd. In het spel creëren spelers virtuele inwoners van Brittania om verschillende wegen te kiezen. Het spel wordt van bovenaf gespeeld, en spelers kunnen hun vaardigheden versterken door monsters te verslaan of een bepaalde ambacht uit te oefenen.
Ultima Online begon als een enkele wereld met geplande uitbreidingspakketten die voorzien in aanvullende mogelijkheden zoals extra land, kerkers, beesten en terrein.
De werelden in Ultima Online zijn: Felucca, Trammel, Ilshenar, Malas, Tokuno en Ter Mur.

## Ontwikkeling
Ultima Online begon als idee van Richard Garriott om een fantasiewereld te maken waarin duizenden spelers konden spelen in een gedeelde omgeving. Er waren eerder multiplayer-spellen voor honderden spelers uitgekomen, maar Ultima Online voegde een significante verbetering toe in aantallen, grafische elementen en spelmechanieken.
De ontwikkeling van het project startte in 1995 en werd publiekelijk op de E3 in 1996 gepresenteerd.
De ontwikkeling is door verschillende bedrijven gedaan:
- Origin Systems (1997–2004)
- Electronic Arts (2004–2006)
- Mythic Entertainment (2006–2014)
- Broadsword (2014–heden)

## Uitbreidingen
- Ultima Online: The Second Age (1 oktober 1998)
- Ultima Online: Renaissance (4 mei 2000)
- Ultima Online: Third Dawn (7 maart 2001)
- Ultima Online: Lord Blackthorn's Revenge (24 februari 2002)
- Ultima Online: Age of Shadows (11 februari 2003)
- Ultima Online: Samurai Empire (2 november 2004)
- Ultima Online: Mondain's Legacy (30 augustus 2005)
- Ultima Online: Stygian Abyss (8 september 2009)
- Ultima Online: Time of Legends (2015)

## Ontvangst en prijzen
Het spel werd positief ontvangen en verkocht zeer goed. Uitgever Electronic Arts maakte bekend dat Ultima Online het snelstverkopende spel was in haar bestaan. Twee maanden na uitgave werden er 65.000 exemplaren verkocht.
Het succes van Ultima Online leidde in het Guinness Book of Records uit 2008 tot acht wereldrecords. Deze records omvatten onder meer 'eerste MMORPG met 100.000 spelers', 'langstlopende MMORPG' en 'eerste en enige persoon die Lord British doodde'.

## Trivia
- Het spel is opgenomen in het boek 1001 Video Games You Must Play Before You Die van Tony Mott.